# Jørgen-Frantz Jacobsen

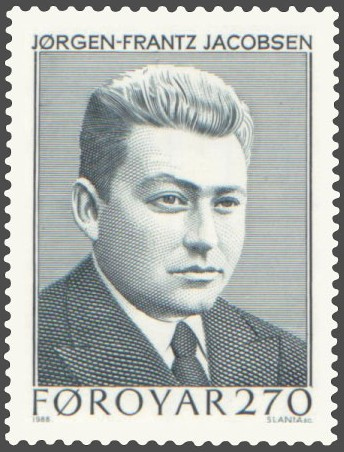
Ett färöiskt frimärke med en bild på Jørgen-Frantz

Jørgen-Frantz Jacobsen, född 29 november 1900 i Tórshavn, död 24 mars 1938, var en färöisk författare och journalist som skrev på danska. Han är idag mest känd för romanen Barbara som delvis bygger på historien om Beinta Broberg. Romanen filmatiserades år 1997 och bär samma namn, Barbara.
Jacobsen var candidatus magisterii i historia och franska vid Köpenhamns universitet. Han var intresserad av nordisk historia och arbetade som journalist i Köpenhamn, bland annat för tidningen Politiken. Han skrev en rad krönikor, artiklar samt två böcker om Färöarnas politiska relationer till Norden och Danmark. Redan som 21-åring drabbades han av tuberkulos och under långa perioder fick han behandlingar för sjukdomen.
Han hade skönlitterära ambitioner och år 1934 påbörjade han sitt livsverk, Barbara. Romanen, som skrevs på danska och kom ut året efter hans död, uppnådde från den första utgåvan berömmelse och blev översatt till flera språk.
Jørgen-Frantz Jacobsen var en skicklig brevskrivare och hade fast korrespondens med sin jämnårige vän och nära släkting, författaren William Heinesen (1900-1991) som även han var en formidabel brevskrivare. William Heinesen släppte år 1958 ett urval textstycken från Jørgen-Frantz' brev i sin bok Det dyrebare liv. I ett av breven står det:
Livet er stort og demonisk, verd å elske og lyde. Og det aller største i livet er igjen resignasjonen. Jeg har visst det, siden jeg en stormfull stund for snart 8 år siden fattet Beethoven 5. symfoni.
I breven berättar han om sin hopplösa kärlekshistoria till en kvinna som han kallar Barbara (i verkligheten hans kusin Estrid Bannister Good) och sina planer om att skriva en roman vars handling ska hålla sig om tiden under 1700-talet och om den unga prästfrun Beinta Broberg. Om Barbara skriver han även:
...Hun er også tro på sin maner. Men hun faller alltid. Der er noe tragisk i dette: den håpløse kamp mellom det gode i Barbara og det upålitelige.
Han avled år 1938 som 37-åring i Vejlefjord i Danmark.

## Verk (i urval)
- 1927 - Danmark og Færøerne (uppsats)
- 1936 - Færøerne, natur og folk (uppsats)
- 1939 - Barbara (roman)
  - 1940 - på norska, svenska (översättning Henry Peter Matthis, Norstedt) och nederländska
  - 1941 - på finska, isländska (Far, veröld, Þinn veg), franska och italienska
  - 1943 - på engelska
  - 1944 - på spanska (Un amor)
  - 1947 - på slovenska (Barbora)
  - 1950 - på tyska (Barbara und die Männer)
  - 1964 - på grönländska
  - 1967 - på polska
  - 1972 - på färöiska
  - 1974 - på estniska
- 1941 - Den yderste kyst (uppsats)
- 1943 - Nordiska kronikker (uppsats)
- 1958 - Det dyrebare liv (brevsamling)
- Wikimedia Commons har media som rör Jørgen-Frantz Jacobsen.